# Cercion yunnanensis
Cercion yunnanensis är en trollsländeart som beskrevs av Zhu och Han 2000. Cercion yunnanensis ingår i släktet Cercion och familjen dammflicksländor. Inga underarter finns listade i Catalogue of Life.